# Muzeum Jana Kochanowskiego w Czarnolesie
Muzeum Jana Kochanowskiego w Czarnolesie – zabytkowy dwór, siedziba  muzeum biograficznego poświęconego Janowi Kochanowskiemu.

## Historia
W latach 1834–1847 właścicielką dóbr czarnoleskich była Teresa Lubomirska (1793-1847) herbu Drużyna, żona Maksymiliana Jabłonowskiego (1785-1846) herbu Prus III. Majątek odziedziczył ich syn Władysław Eustachy Jabłonowski (1818-1875), właściciel w latach 1847-1875, żonaty z Ludgardą Tyszkiewicz-Łohojską (1826-1904) herbu Leliwa. 
Klasycystyczny dwór wybudowany w XIX w. został przez Jabłonowskiego według projektu Jakuba Kubickiego. Obiekt jest częścią zespołu dworskiego, w skład którego wchodzą: kaplica i park.
Muzeum zostało otwarte w roku 1961. Ekspozycja obejmowała wówczas hall i cztery pokoje. Od 1975 roku oddział Muzeum Okręgowego w Radomiu. Od połowy lutego 2020 samodzielna placówka.
Siedzibą muzeum jest klasycystyczny, pochodzący z XIX wieku, dwór Jabłonowskich. Został zaprojektowany przez Jakuba Kubickiego. Odbudowany po pożarze w 1904 r. przez kolejnego właściciela Stanisława Zawadzkiego. Dwór murowany z cegły, tynkowany, parterowy, na wysokich piwnicach. W nim mieści się ekspozycja stała muzeum.
Jest to ekspozycja typu biograficznego, zajmuje 6 sal muzealnych o powierzchni 250 m². Zgromadzono wiele wydań dzieł poety, opracowania na temat jego życia i twórczości oraz niektóre bezpośrednio z nim związane pamiątki: dębowy fotel z herbem, obity skórą z wytłaczanym wzorem (kurdyban) oraz żelazne drzwi z inicjałami i herbem Korwin, pochodzące prawdopodobnie ze skarbczyka spalonego w roku 1720 dworu poety.
Z okazji jubileuszu 475 rocznicy urodzin w 2005 roku odnowiono kaplicę Kochanowskich i zaprezentowano nowe wystawy: „Rzeczpospolita Babińska” i „Mały Wawel”.
Zespół dworski otoczony jest przez park krajobrazowy z I połowy XIX wieku, zaprojektowany przez Józefa Stichego w stylu angielskim, przebudowany na początku XX wieku przez Stefana Celichowskiego.

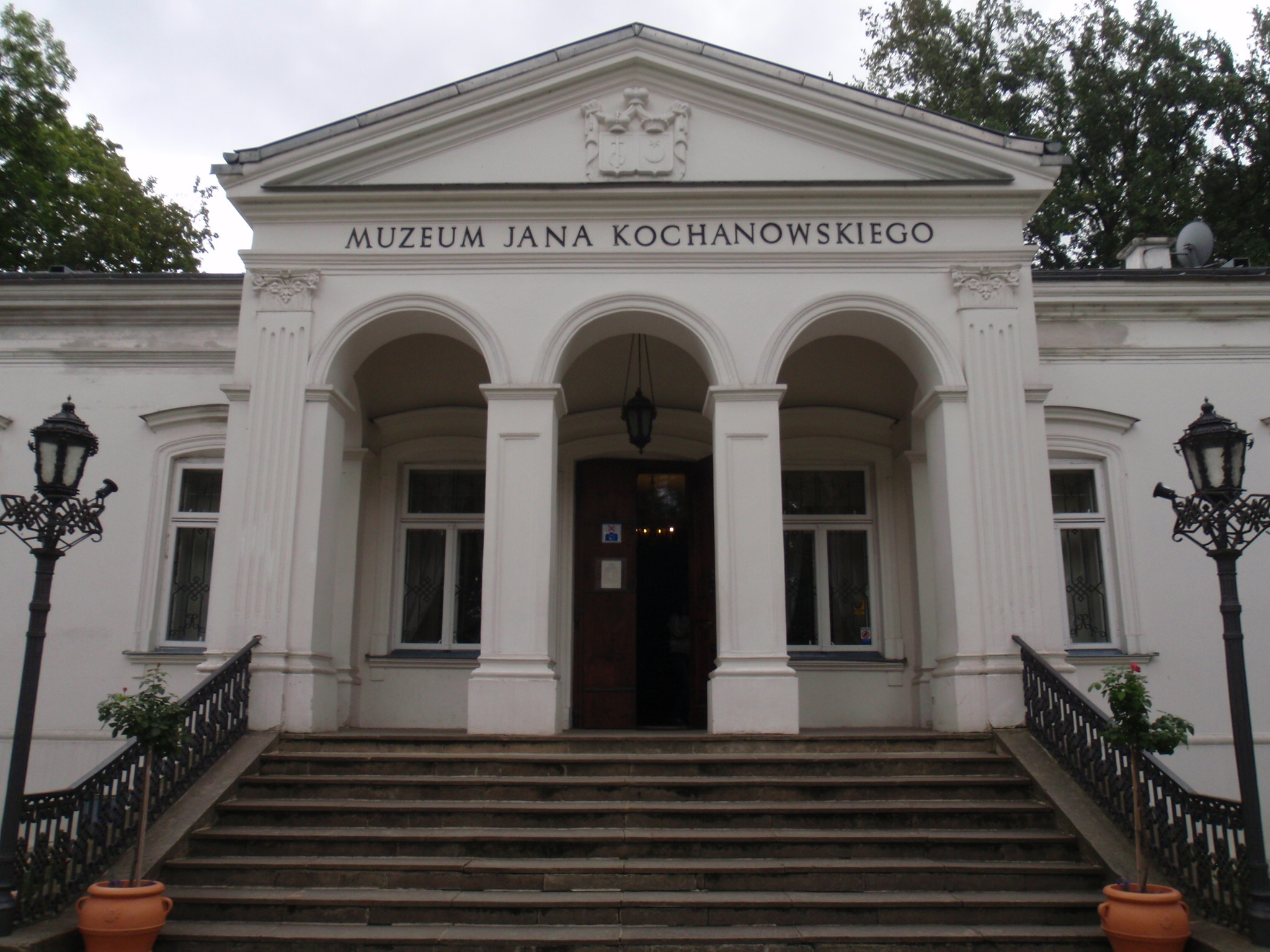
Portyk z herbami
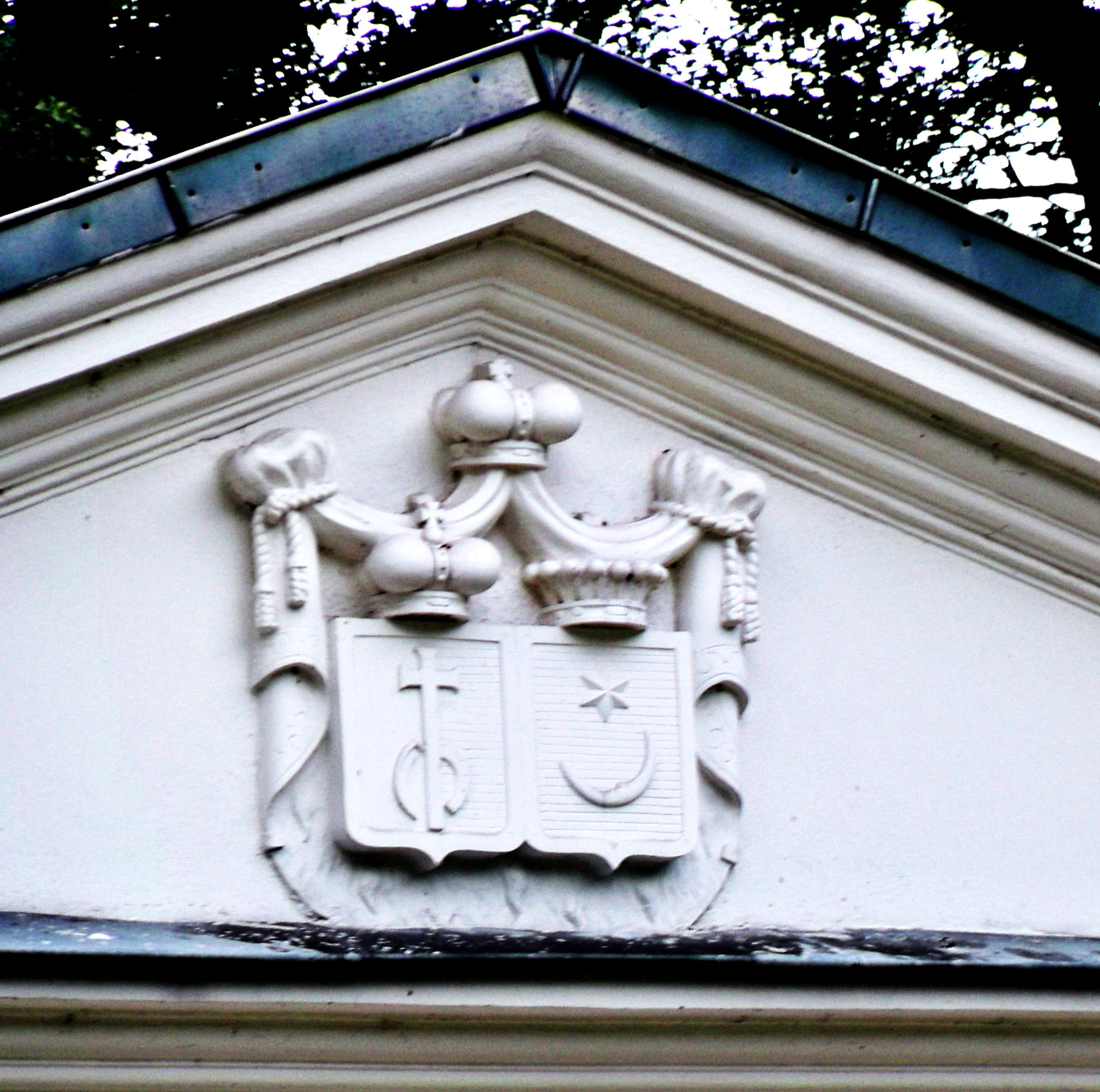
Herby Prus III i Leliwa
Herb Prus III Wł. Jabłonowskiego
Herb Leliwa Ludgardy Tyszkiewicz
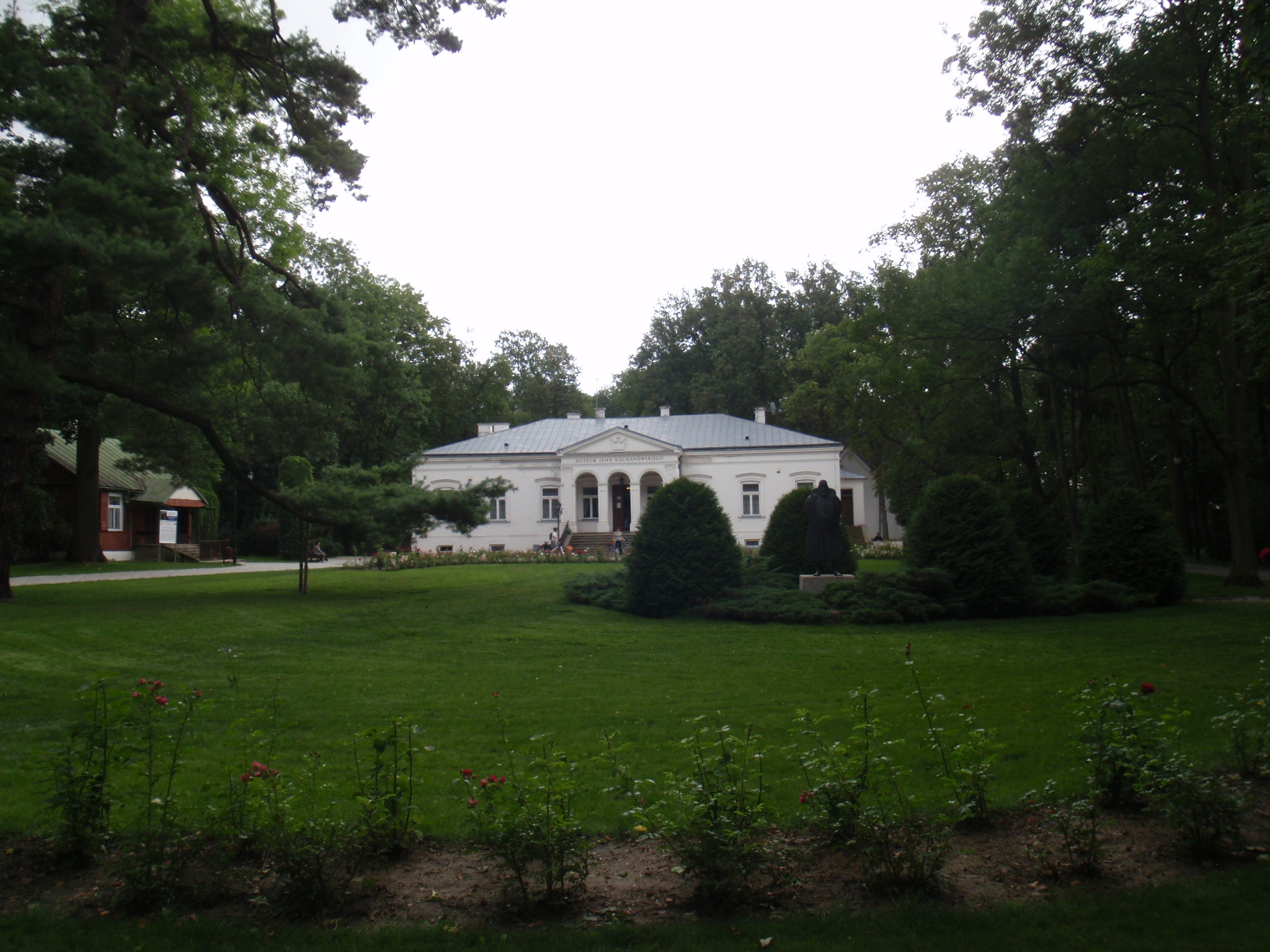
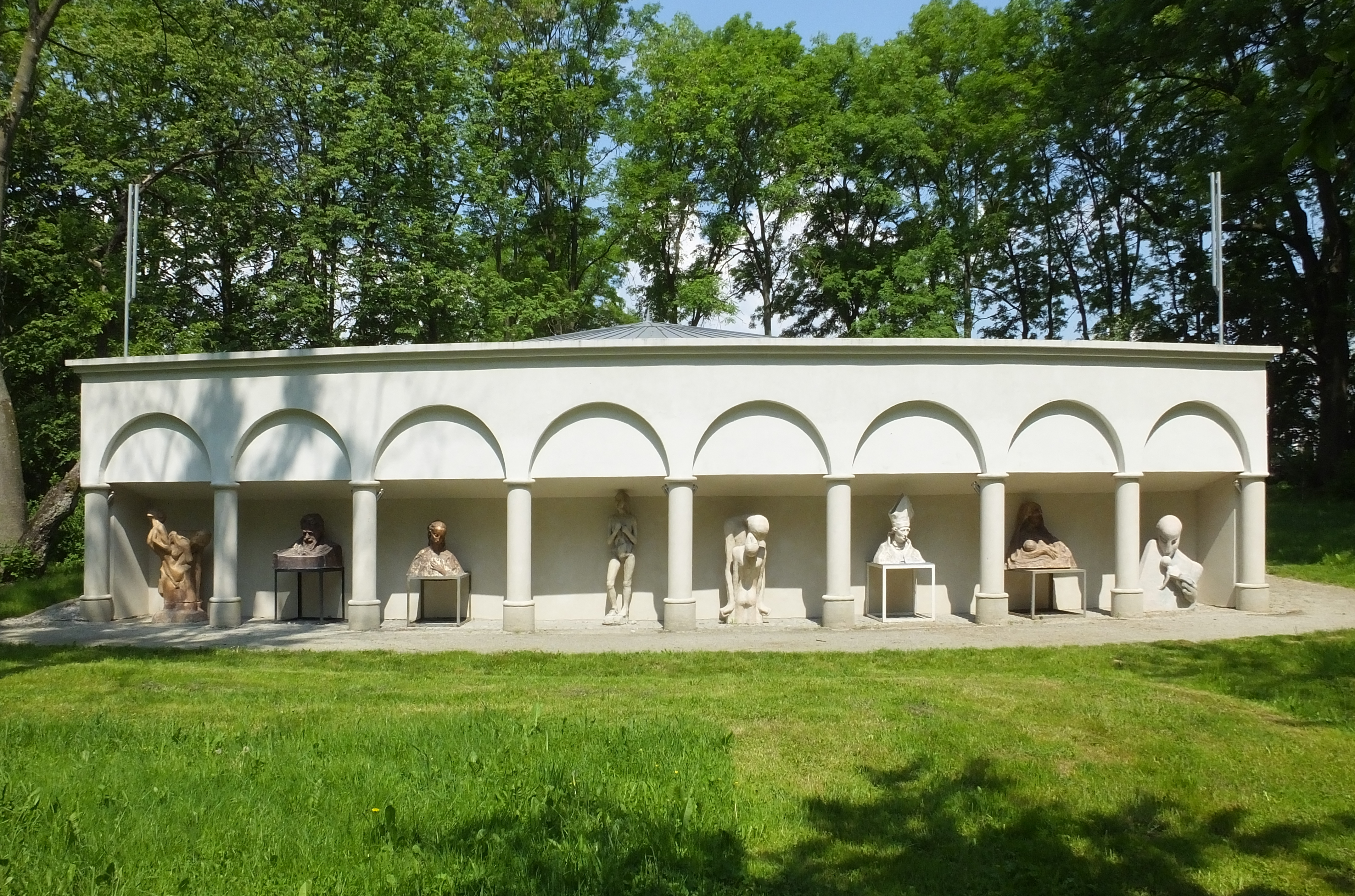
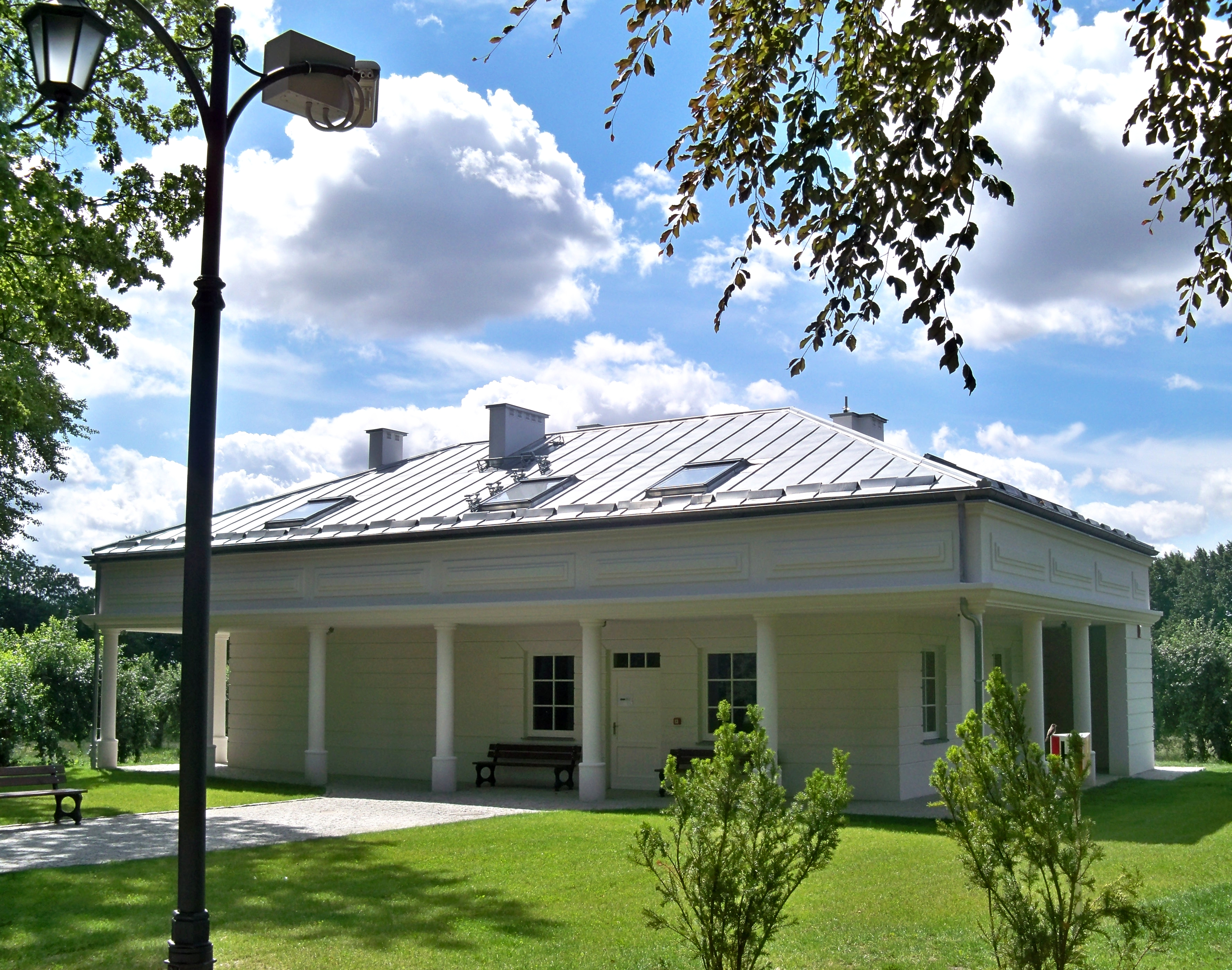
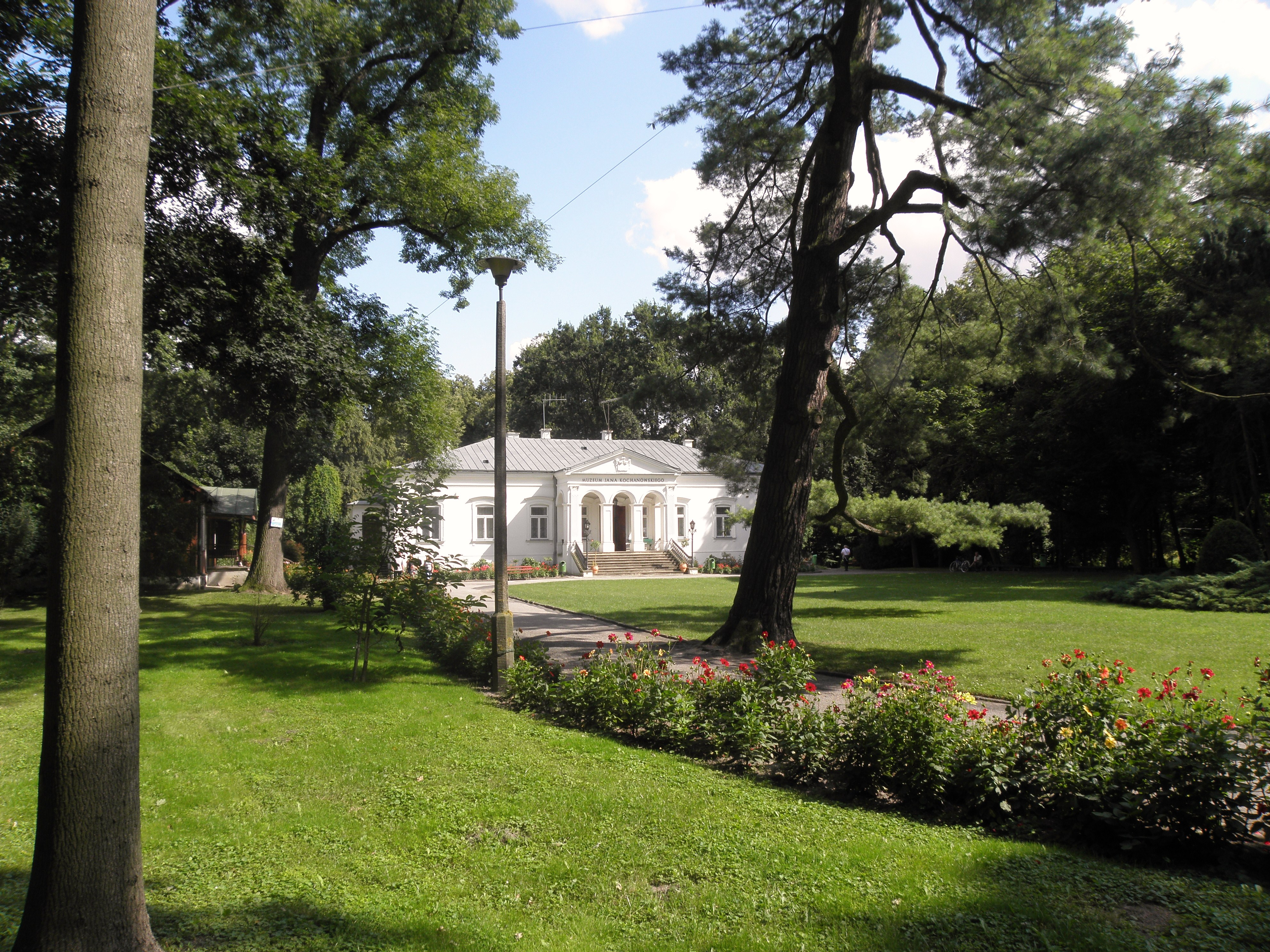